# Xiphopenaeus kroyeri
Xiphopenaeus kroyeri är en kräftdjursart som först beskrevs av Carl Bartholomäus Heller 1862.  Xiphopenaeus kroyeri ingår i släktet Xiphopenaeus och familjen Penaeidae. Inga underarter finns listade i Catalogue of Life.